# Abadía de Villers

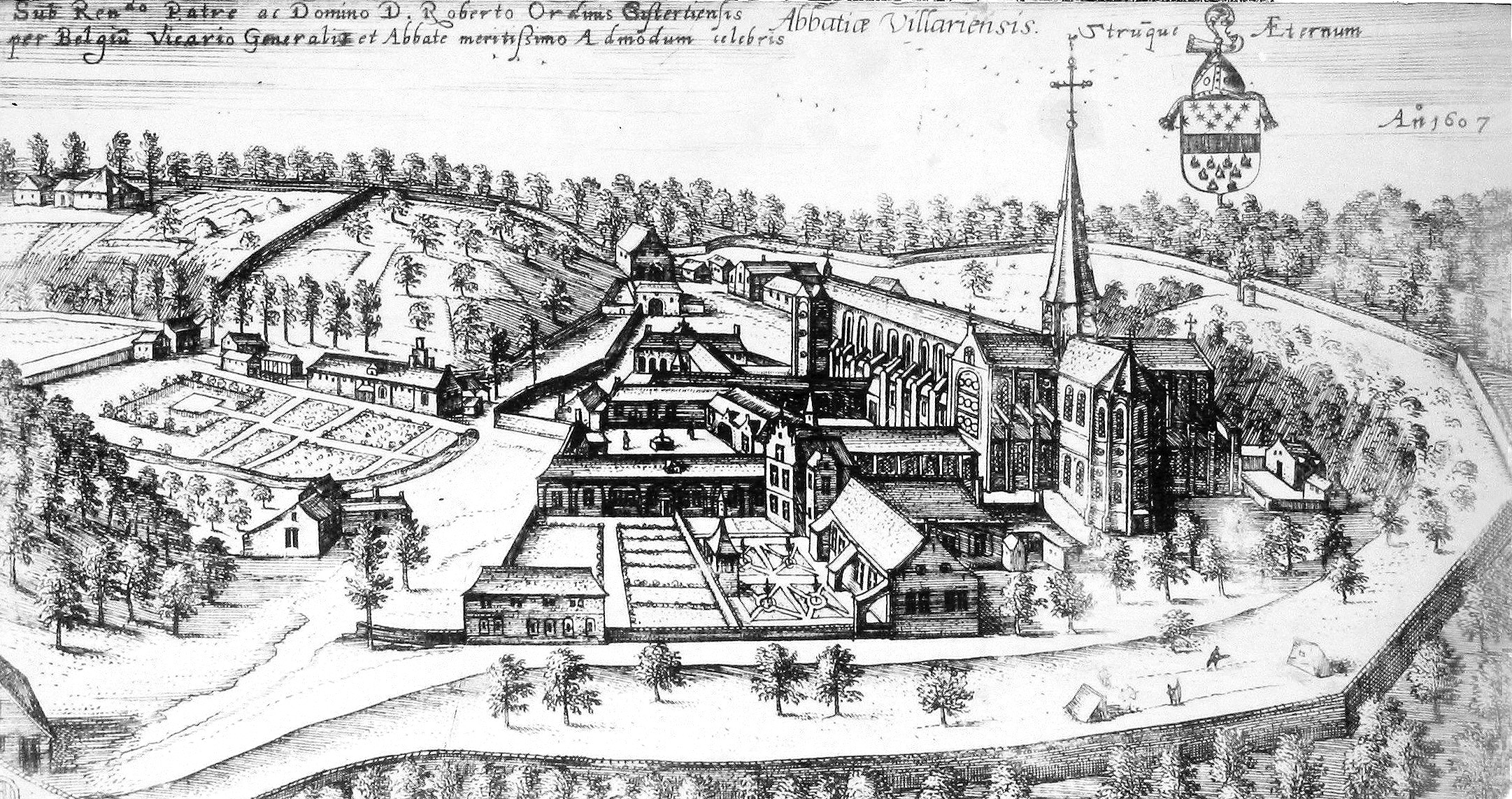
Abadía de Villers en un grabado anónimo de 1607.

La abadía de Villers es un antiguo monasterio cisterciense situado junto a la ciudad de Villers-la-Ville en la provincia del Brabante Valón (Bélgica).  Esta abadía está considerada dentro del Patrimonio Mayor de Valonia.  Fundada en 1146, el monasterio fue abandonado en 1796, estando ya en ruinas a mediados del siglo XIX.

## Historia

### Fundación y esplendor
En 1146, doce monjes cistercieneses y tres hermanos laicos provenientes de la abadía de Claraval se asentaron en Villers con la intención  de fundar una abadía en los terrenos que había donado Gauthier de Marbais. Después de construir varios edificios preliminares (Villers I y Villers II), el trabajo de edificación terminó en el siglo XIII con la construcción de la actual abadía. El coro fue construido en 1217, la cripta en 1240 y el refectorio en 1267. La iglesia fue terminada a finales de la centuria después de setenta años de obras.
Durante este periodo inicial el monasterio ganó mucha fama e importancia. Cronistas de la época le atribuyen una población de cien monjes y trescientos laicos residiendo en sus muros, aunque posiblemente esto sea una exageración.  Las tierras dominadas por el monasterio también se ampliaron considerablemente, adquiriéndose 100 km² de bosque, campos y pastos, incluyendo al abadía de Grandpré, todavía dependiente de Villers en esta época.

### Decadencia
El monasterio comenzó su decadencia en el siglo XVI, arrastrado por la guerra de Flandes.  Durante la campaña de 1544 los Tercios españoles provocaron cuantiosos daños en la iglesia y el claustro, aunque ambos fueron restaurados parcialmente en 1587.
A comienzos del siglo XVII Crisóstomo Henríquez escribió una “historia de la abadía”.
A lo largo de los siglos  XVII y XVIII la riqueza del monasterio continuó disminuyendo.  El número de monjes fue disminuyendo con su riqueza hasta que finalmente fue abandonado en 1796, durante el inicio de la Revolución francesa.

### Tras el abandono
En 1855 se destruyó parte del monasterio por culpa de las obras de la línea de ferrocarril entre Lovaina y Charleroi, que se hizo pasar por los antiguos terrenos de la abadía.
En 1893 el gobierno belga compró el lugar y comenzó un importante esfuerzo de conservación.  En 1973 la abadía fue clasificada como un lugar histórico official, y consecuentemente se comenzó un proceso de restauración sobre los restos de los numerosos edificios que aun se pueden ver, incluyendo claustro, refertorio, cocinas, dormitorios y comedor.  Desde 1992, el lugar es administrado por la "Association pour la Promotion Touristique et Culturelle de Villers" (APTCV) (‘’Asociación por la Promoción Turística y Cultural de Villers).
La iglesia, aun en ruinas, es un perfecto exponente de la arquitectura cisterciense, con sus típicas bóvedas, arcos y rosetones.
A comienzos del siglo XXI la abadía es el centro del festival anual de coros "Nuit Des Choeurs" (Noche de Coros) en el que participan coros de todo el mundo y de diverso estilo (desde el clásico al góspel, pasando por jazz o pop).

## Personajes enterrados en la abadía
- Enrique II de Brabante.

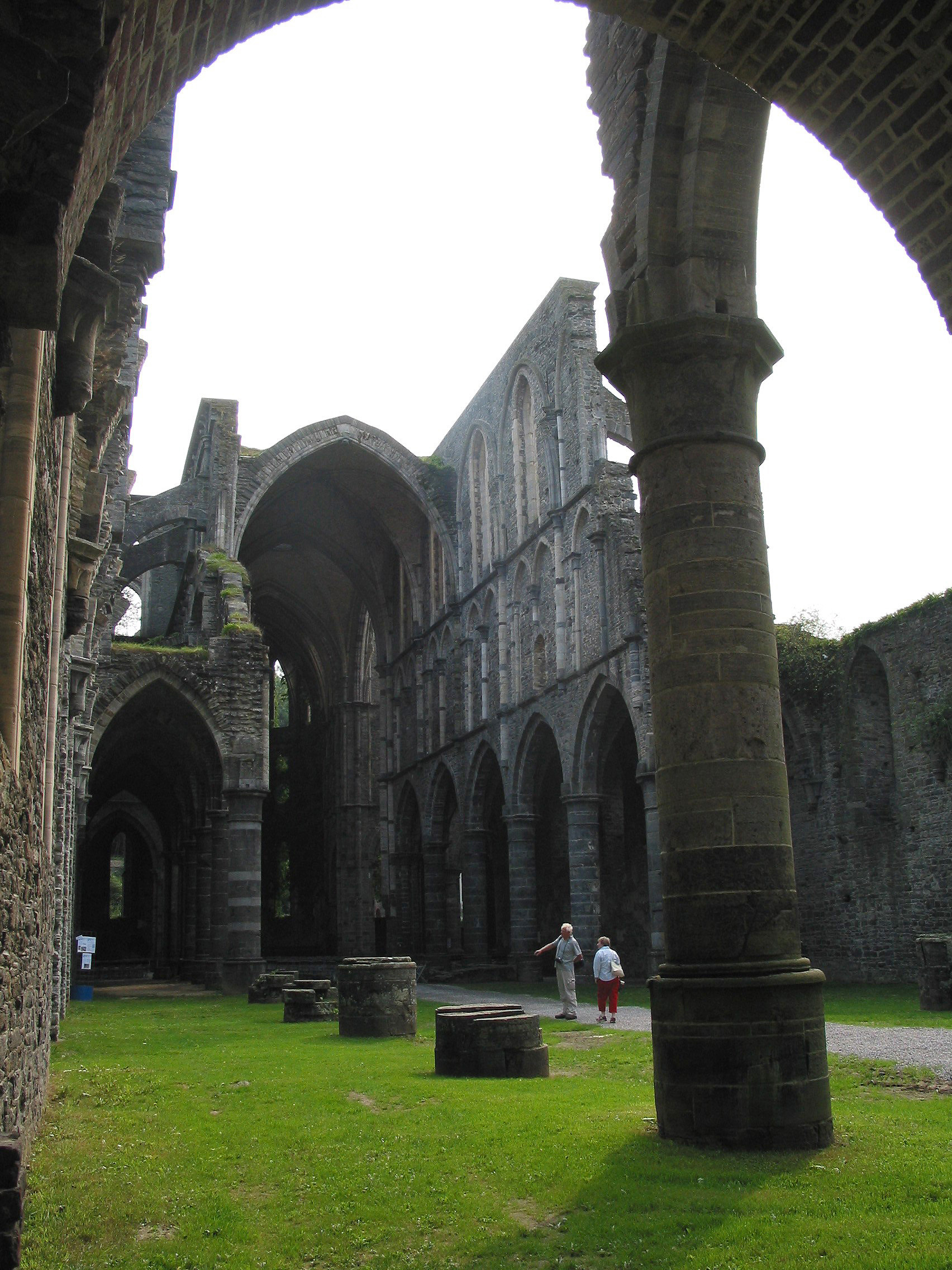
Ruinas de la iglesia.

- Sofía de Turingia, duquesa de Brabante.
- Juan III de Brabante.
- Gobert of Aspremont.
- Juliana de Cornillon.